# Frontera entre Síria i l'Iraq
La frontera entre Síria i l'Iraq és la frontera de 599 kilòmetres a través d'Al-Jazira i el Desert Siri que separa l'oest de l'Iraq de l'est de Síria. Va des de la línia divisòria entre el trifini Iraq-Síria-Jordània al sud, al Desert Siri, i a la part nord, on hi ha el Kurdistan sirià, el trifini entre ambdós estats i Turquia. Separa de sud a nord les governacions (muhafazat) sirianes d'Homs, Dayr az Zawr i Al Hasakah de les governacions iraquianes d'Al Anbar, Ninawa i Dahuk.

## Traçat
Va ser definida en el Tractat anglo-iraquià (1922), extret del que havia estat designat com a  zona A  en els acords de Sykes-Picot de 1916. Era la frontera entre la República de Síria i el Regne de l'Iraq fins a 1958 i des de 1961 la frontera entre la República Àrab de Síria i la República de l'Iraq.
La frontera passa per Al Jazira, començant al trifini amb Turquia al riu Tigris a 37° 06′ 22″ N, 42° 21′ 26″ E / 37.1060°N,42.3572°E. La frontera segueix més o menys l'antiga frontera entre els vilayets otomans de Mosul i Diyarbekir. El pas fronterer de Rabia es troba a la carretera Al-Shaddadah-Mosul
La frontera creua l'Eufrates al nord del pas fronterer d'Al-Qa'im entre Abu Kamal a Síria i Al Qa'im a Iraq. Des de l'Eufrates, la frontera retalla la part del desert sirià (l'antic sanjaq de Zor al trifini amb Jordània a 33° 22′ 29″ N, 38° 47′ 37″ E / 33.3747°N,38.7936°E. El pas fronterer entre Al Waleed a Iraq i Al Tanf a Síria és a poca distància al nord-est del trifini, i hi ha camps de refugiats palestins a banda i banda, el Camp d'Al-Waleed i el camp d'Al Tanf.
En les guerres en curs a Síria i a l'Iraq, bona part de la frontera va quedar sota el control de l'Estat Islàmic d'Iraq i el Llevant (ISIL) el 2014, encara que la seva part més septentrional roman sota el control dels kurds, formant la frontera entre Rojava i Kurdistan iraquià. El pas fronterer de Semalka és un pontó a través del Tigris establert pel Govern Regional del Kurdistan durant la guerra civil siriana a un km del trifini iraquià-sirià-turc i al nord de Faysh Khabur a l'Iraq.